# SK Austria Klagenfurt
El Sportklub Austria Klagenfurt o simplemente conocido como Austria Klagenfurt, es un club de fútbol de la ciudad de Klagenfurt, en la región de Carintia, Austria. Juega en la Segunda Liga de Austria desde 2025, la segunda categoría del fútbol profesional del país.
El club fue fundado en 2007, tomando el mismo nombre que el club fundado en 1920 y que fue renombrado en 1999 como FC Kärnten y que finalmente se disolvió en 2009.

## Historia
El SK Austria Klagenfurt fue fundado el 19 de enero de 2007, pero no estuvo activo hasta 2010, para muchos aficionados es el sucesor del club fundado en 1920, luego renombrado FC Kärnten en 1999. El club se hizo cargo de jugadores del FC Kärnten y del SK Austria Kärnten, que se declaró en quiebra y se disolvió en 2010.
En 2015, el club ascendió a la segunda división austriaca al ganar la Regionalliga Mitte una de las tres zonas que componen la Liga Regional de Austria. La temporada 2016 a pesar de un octavo lugar en la liga, el club desciende porque se le niega la licencia. La temporada 2017-18, el club finalizó en 5 º lugar en la tercera división y se aprovecha de la retirada del FC Gleisdorf para volver a la segunda división.
Al final de la temporada 2019-20, diez años después de su fundación y 100 años después de la fundación del SK Austria Klagenfurt original, el club terminó subcampeón de la 2. Liga en igualdad de puntos con el SV Ried, que ascenderá a la Bundesliga austriaca gracias a una mejor diferencia de goles.
En la temporada 2020-21, el club finalmente pudo alcanzar la promoción a la Bundesliga al terminar en la tercera posición de la 2. Liga de Austria, y triunfar en los playoffs contra el SKN Sankt Pölten ubicado en la 12.ª posición de la primera división, ganando ambos partidos (4-0 y 1-0).

## Uniforme
- Uniforme titular: Camiseta, pantalón y medias color violeta.
- Uniforme alternativo: Camiseta blanca, pantalón blanco o violeta, y medias blancas.

## Estadio

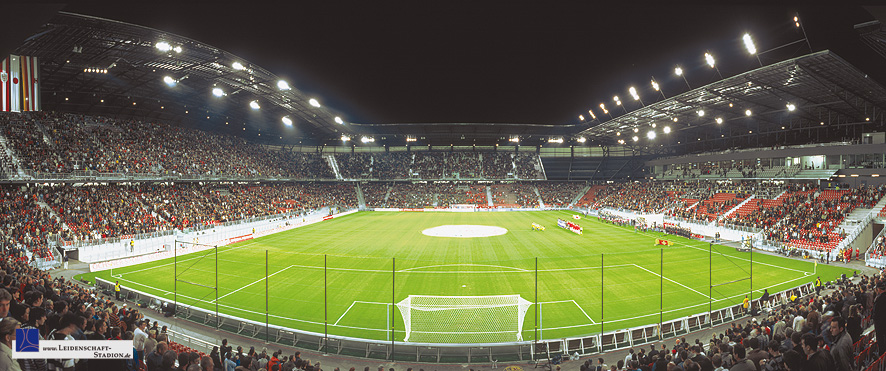
Wörthersee Stadion.

El club disputa sus partidos en casa en el Wörthersee Stadion, estadio construido en 2007 con miras a ser una de las sedes de la Eurocopa 2008, torneo realizado en conjunto entre Austria y Suiza, el recinto cuenta con una capacidad para 32.000 espectadores.

## Palmarés

### Torneos nacionales
- Liga Regional de Austria (Regionalliga Mitte) (1): 2014-15